# مده‌آ (فیلم ۱۹۸۸)
مده‌آ (انگلیسی: Medea) یک فیلم درام هنری تلویزیونی به کارگردانی لارس فون تریه محصول سال ۱۹۸۸ است که بر پایهٔ نمایشنامه اوریپید به همین نام ساخته شد. از بازیگران آن می‌توان به اودو کیر و هنینگ ینسن اشاره کرد.